# Ivan Blecha
Ivan Blecha (* 1. srpna 1957, Praha) je český filozof a historik.

## Život a dílo
V letech 2007–2012 působil jako vedoucí katedry filosofie na Filosofické fakultě Univerzity Palackého v Olomouci. Zabývá se především současnou filozofií a fenomenologií.[zdroj?]

## Výběr z monografií
- Jan Patočka. Votobia, Olomouc 1997 (vydáno 1998). ISBN 80-7198-299-7.
- Filosofický slovník (spolueditor, autorství 478 hesel). 2. rozšířené vydání. Nakladatelství Olomouc, Olomouc 1998. ISBN 80-7182-064-4.
- Fenomenologie a kultura slepé skvrny, Triton, Praha 2002. ISBN 	80-7254-264-8.
- Edmund Husserl a česká filosofie. Nakladatelství Olomouc, Olomouc 2003. ISBN 80-7182-161-6.
- Proměny fenomenologie. Úvod do Husserlovy filosofie. Triton, Praha/Kroměříž 2007. ISBN 978-80-7254-938-2.
- Aisthetische Welt. Studien zur Phänomenologie. Königshausen/Neumann, Würzburg 2017. ISBN 978-3-8260-6325-1.
- Prostory zjevnosti. Dílo ve struktuře světa. Archa, Zlín 2018. ISBN 978-80-87545-60-7.
- Bytí a svět. Heidegger v kontextu. Archa, Zlín 2019. ISBN 978-8087545-67-6.